# Bulovka (Košíře)
Usedlost Bulovka je starý hospodářský dvůr ležící v pražských Košířích nad areálem Waltrovky. Svou současnou pozdně barokní podobu získala přestavbou na konci 18. století.

## Popis a poloha

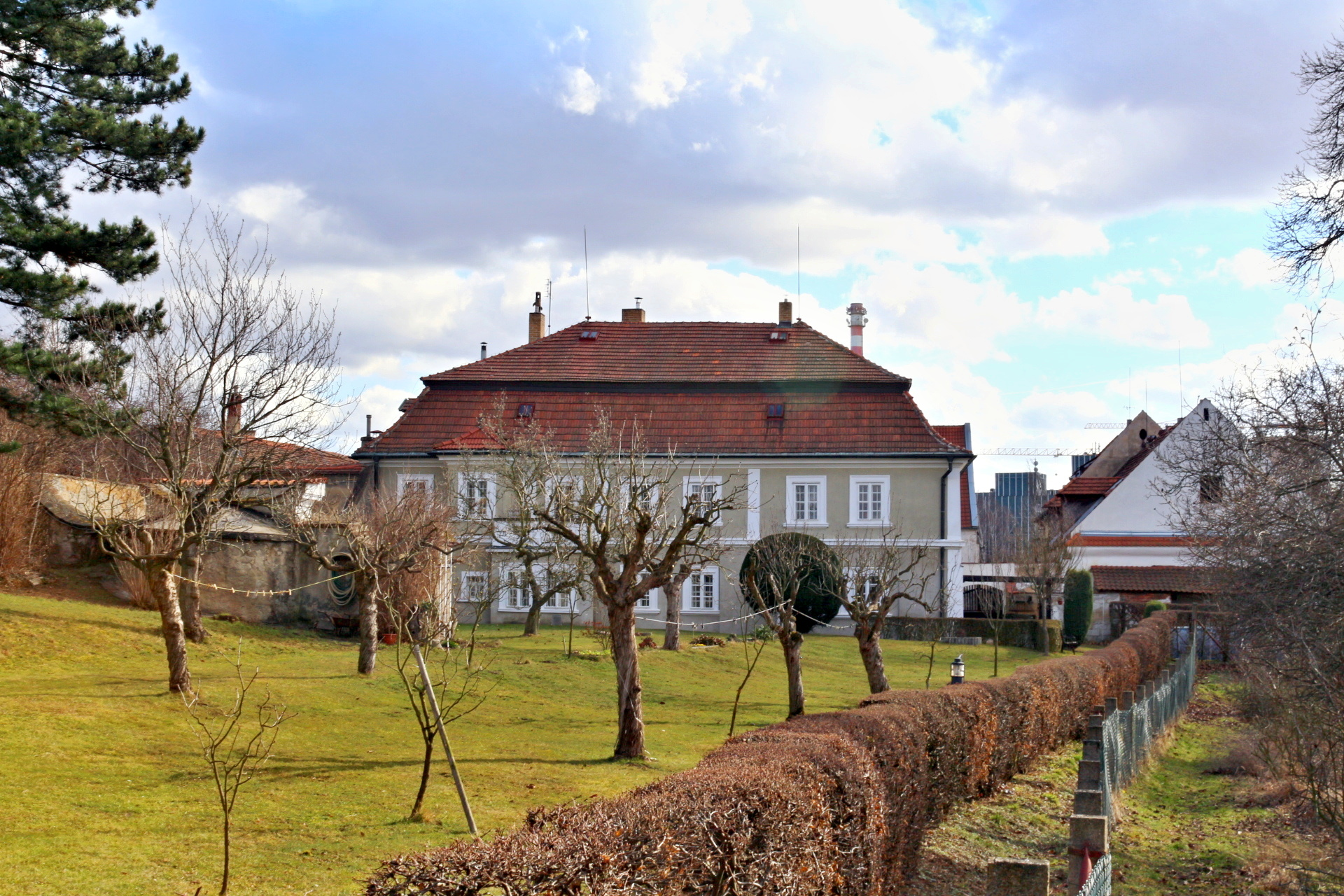
Hlavní budova usedlosti se zahradou

Usedlost se rozkládá v blízkosti rozhraní Jinonic, Košíř, Radlic a Smíchova. Jde o poměrně rozlehlý, původně zemědělský areál sestávající z několika stavení kolem obdélníkového, skoro čtvercového dvora vystavěný na kopci s dominantní polohou, svou mohutností připomíná spíše tvrz než usedlost. Obytná patrová budova stojí na severní straně dvora, má mansardovou střechou a stlačené valené klenby. Dnes je citlivě opravena a doplněna o výtvarně zajímavé sluneční hodiny. Z hospodářských budov jsou zachovány a slouží doposud stodola, bývalé sýpky i chlévy. Za dvorem je rozsáhlá zahrada se zbytky původního sadu, ve kterém byly v 19. století skleníky. Opraven je i novogotický gloriet s lomenými okny sloužící v minulosti k odpočinku na malé vyvýšenině vzadu v zahradě. Tento fakt nasvědčuje tomu, že usedlost měla v už minulosti i charakter oddechového místa, neplnila jen ryze ekonomickou funkci tím, že zajišťovala zemědělskou činnost. Podobně tomu bylo i u mnohých jiných usedlostí na Smíchově. V případě Bulovky je velmi zajímavé i posazení ve volné krajině, které je dosud nedotčené. Při pohledu od západu terénní vlna připomíná val a umocňuje pohled na celý statek.

## Historie

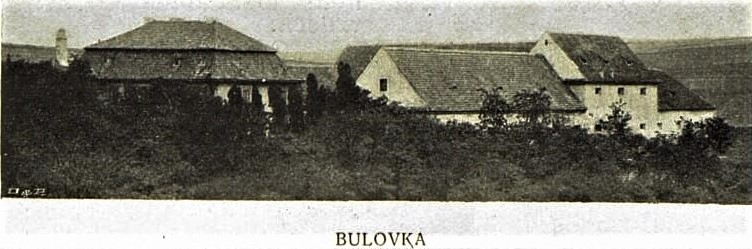
Usedlost Bulovka, Praha Košíře, 1905

Obdobně jako stejnojmenná libeňská usedlost, po níž nese jméno Fakultní nemocnice Bulovka, má i tato usedlost jméno odvozeno od rodiny Bullů z Bullenau, kteří ji od 18. století vlastnili a zásadně přestavěli.
Již ve 14. století se na místě usedlosti rozkládala vinice známá pod jménem Pavlačka či Pavláčka. K vinnému lisu byly postupně přistavovány další hospodářské objekty a určovaly stavební dispozici usedlosti zachovanou dodnes. Vinice zanikly v průběhu 19. století.
Na konci 18. století usedlost zakoupil Ferdinand Bulla, člen bohaté úřednické rodiny. V průběhu 19. století se usedlost začala nazývat Bulová, později Bulovka. V letech 1874–1904 ji vlastnil Josef Barth. Ještě za jeho vlastnictví stál západně od usedlosti mezi Jinonickou ulicí a Vidoulí areál malé cihelny s kruhovou pecí a komínem. Barth roku 1898 žádal o svolení suchého lisu na cihly a zprovoznění strojovny s kotelnou. Od roku 1902 ji měl pronajatu Josef Schmidt. K roku 1913 vlastnil dvůr s kruhovou cihelnou Václav Procházka, který přistoupil do Jednoty pro zvelebení průmyslu cihlářského. Leopold a Václav Procházkovi přestavěli roku 1923 cihelnu na strojovou výrobu, dali postavit komín vysoký 25 metrů a kruhovou pec rozšířili na 20 komor (pro 8 tisíc kusů cihel na jednu komoru). Své výrobky dodávali do společné Prodejní kanceláře cihel ve Spálené čp. 2. Cihelna měla jeden šnekový lis Raupach, dva kolové mlýny a odřezávač a s hliništěm ji spojovala polní dráha. Ročně vyráběla 3–4 miliony cihel. V roce 1942 ukončila provoz a po znárodnění po roce 1948 byla zařazena mezi cihelny k likvidaci. Bývalé hliniště je zarostlé a sousedí s přírodní památkou Vidoule. V odkrývkách cihlářské hlíny byly nalezeny vzácné fosilie savců, včetně mamuta, nosorožce, pravěkého obrovského jelena, tura a drobnějších druhů koní.
Kromě cihelny zde bývala i provaznická a soustružnická dílna. Usedlost ale sloužila hlavně zemědělské činnosti, je typickým příkladem starého hospodářského dvora, který svému účelu slouží již od středověku do současnosti. Tuto funkci dokonce plnila i v období po kolektivizaci zemědělství, kdy tu hospodařil Státní statek Praha a od roku 1977 jezdecký klub. Současným majitelem usedlosti je rodina Procházkova.

## Galerie

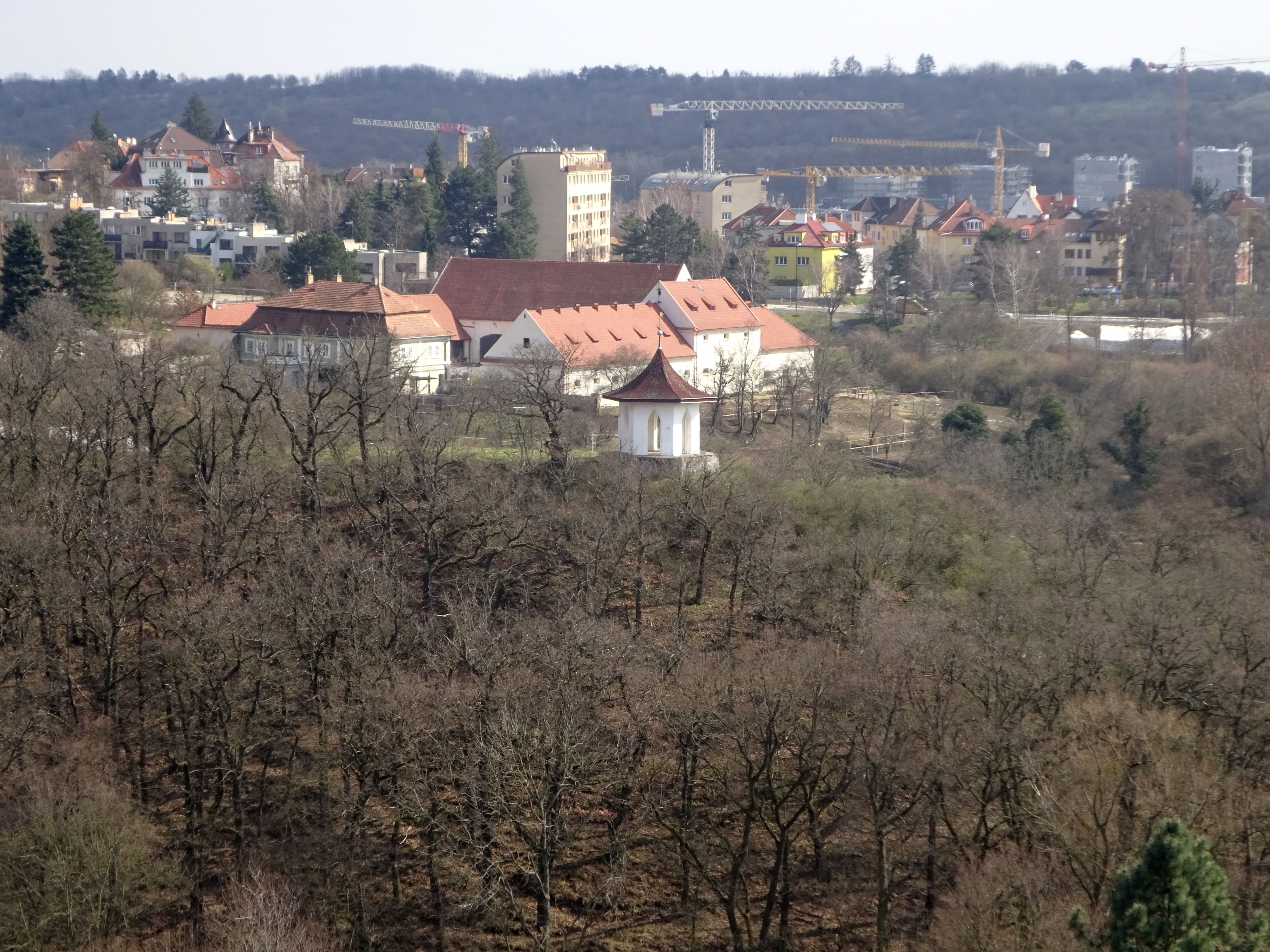
Usedlost Bulovka s glorietem v zahradě (2025)
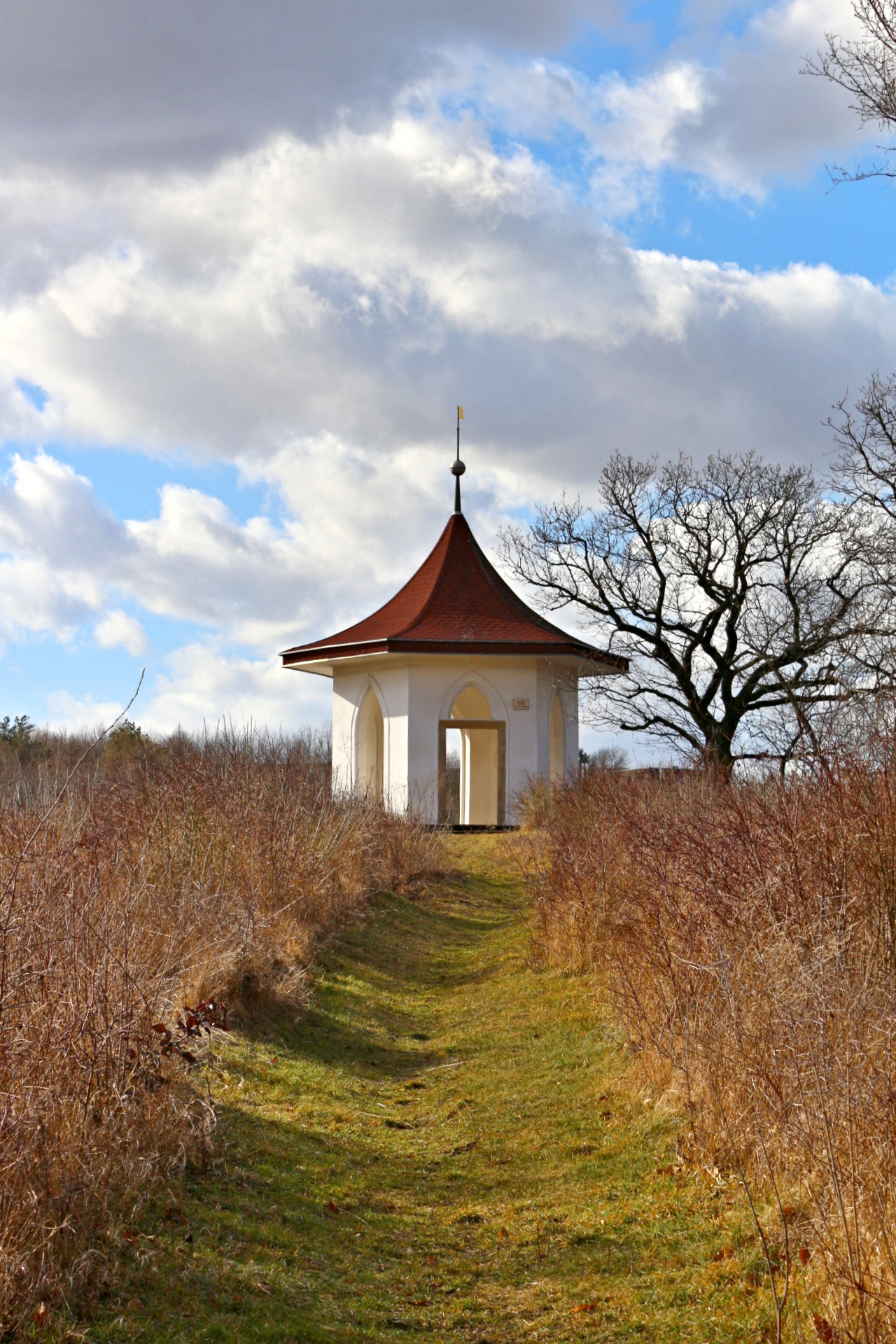
Gloriet v zahradě
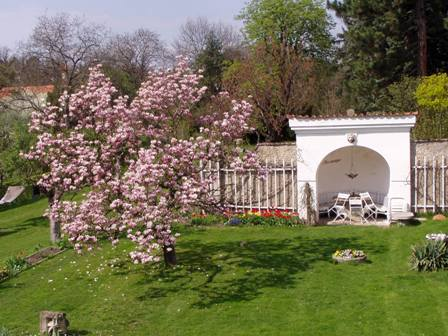
Zahrada u obytné budovy
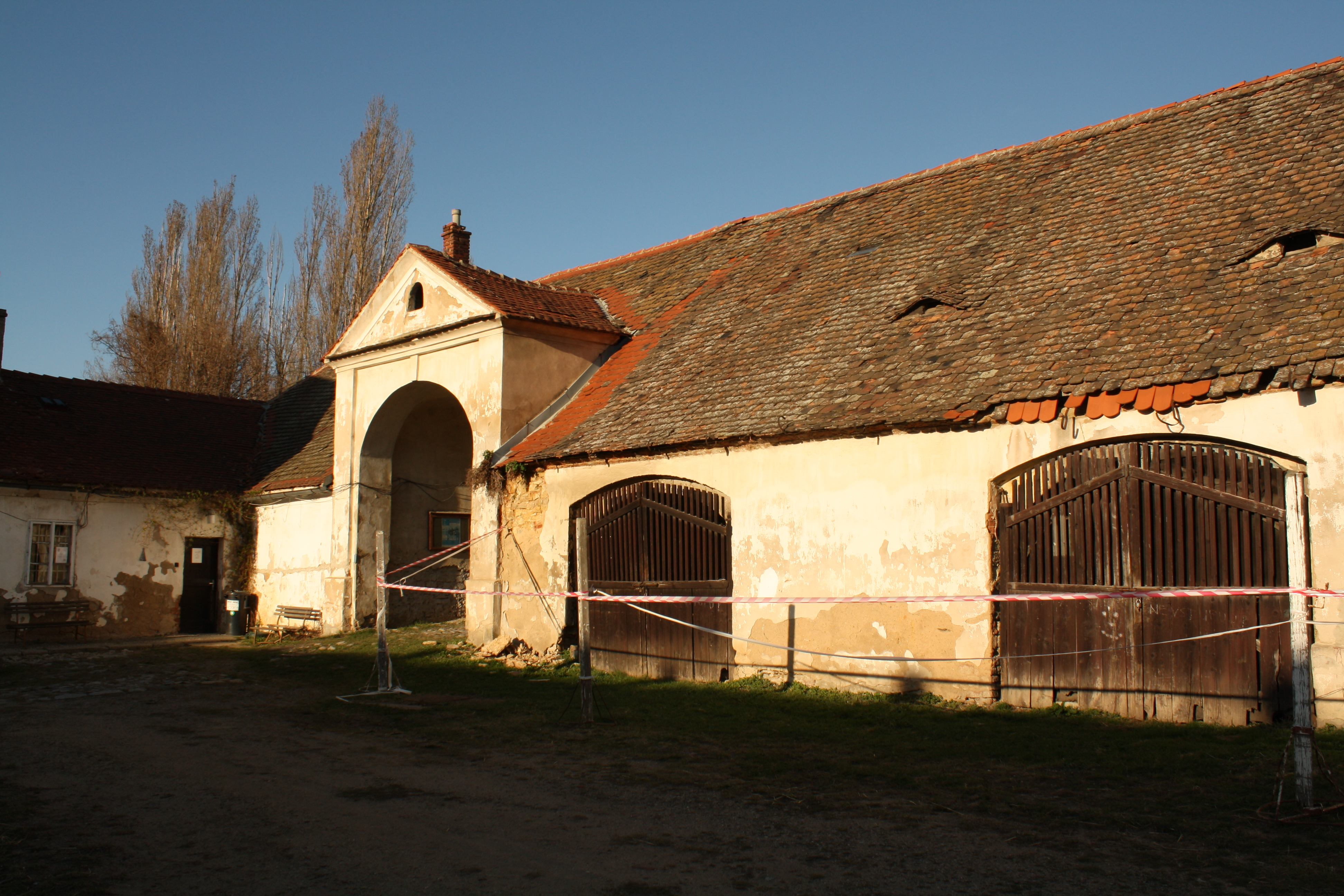
Chlévy v hospodářské části
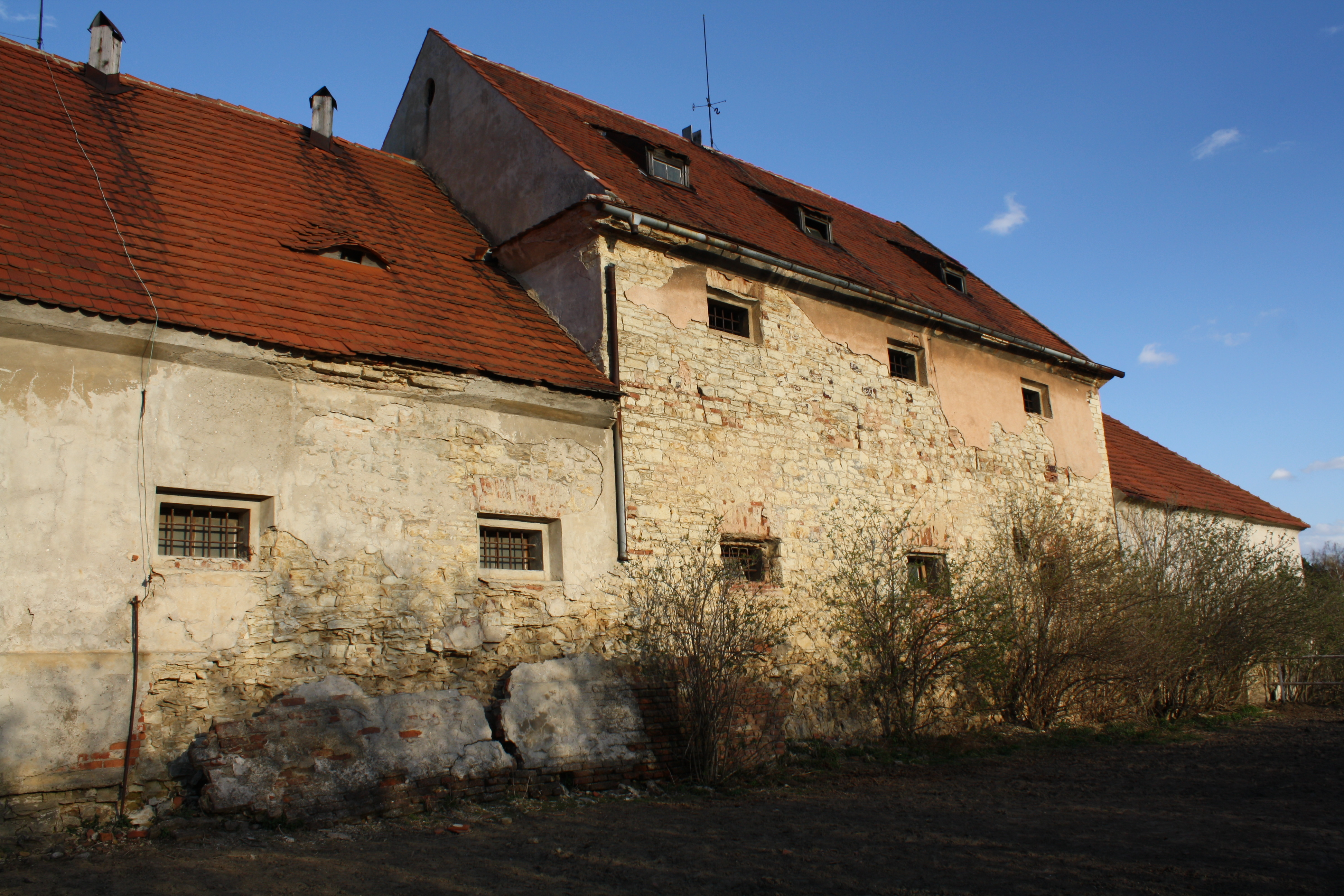
Sýpka v hospodářské části